# Halimin put
Halimin put je film iz 2012. godine. Režirao ga je Arsen Ostojić, a scenario je napisao Feđa Isović.

## Radnja
Film je priča o bosanskoj ženi koja se vraća iz izbjeglištva i u potrazi je za ostacima svog usvojenog sina, a put je vodi u potragu za njegovom biološkom majkom.
Nakon rata u Bosni, dobroćudna muslimanka Halima iz Bosanske Krajine traži posmrtne ostatke svog muža i sina jedinca koji su likvidirani. Koriste i DNK analizu, Komisija za nestale uspjela je identifikovati ostatke njenog muža, ali nikako ne mogu pronaći njenog sina. Da bi ga pronašla, Halima mora prvo pronaći svoju davno odbjeglu nećakinju koju niko nije vidio više od dvadeset godina, nakon što je imala vezu s mladićem druge vjere.

## Uloge
| Glumac             | Uloga    |
| ------------------ | -------- |
| Alma Prica         | Halima   |
| Mijo Jurišić       | Slavomir |
| Mustafa Nadarević  | Avdo     |
| Izudin Bajrović    | Salko    |
| Olga Pakalović     | Safija   |
| Emina Muftić       | Nevzeta  |
| Miraj Grbić        | Mustafa  |
| Daria Lorenci      | Rapka    |
| Lena Politeo       | Nana     |
| Miodrag Krivokapić | Rastko   |